# Álvaro Dias
Álvaro Fernandes Dias (Quatá, 7 de diciembre de 1944) es un político brasileño. Actualmente es senador, afiliado al Podemos, con mandato hasta febrero de 2015. Su hermano Osmar Dias es también senador por el mismo Estado. En 2006 fue reelegido como senador al vencer a la candidata del PT, Gleisi Hoffmann.
Licenciado en Historia por la Universidad Estatal de Londrina, fue elegido concejal de Londrina en 1968, donde fue vicepresidente y luego líder del Movimiento Democrático Brasileño. Fue diputado estadual de 1971 a 1975, siendo el líder del MDB en la Asamblea Estatal de Paraná. Después fue por dos legislaturas diputado federal, de 1975 a 1983. En las elecciones de 1978 fue el diputado federal más votado de la historia de Paraná.
Fue elegido gobernador de Paraná en 1986, permaneciendo en el cargo entre marzo de 1987 y marzo de 1991. Su vicegobernador fue Ary Velloso Queiroz.